# Stó:lō
Les Stó:lō, parfois orthographié Sto:lo, Stó:lô, Stó:lõ, Staulo ou Stahlo, sont un peuple autochtone d'Amérique du Nord présent dans la région de la vallée du fleuve Fraser en Colombie-Britannique au Canada. Leur langue traditionnelle est le halq'eméylem, un dialecte du halkomelem, une langue salish, où Stó:lō désigne le fleuve Fraser.

## Histoire
Les premières traces de populations autochtones dans la région remontent entre 8 000 et 10 000 ans. Nomades, les Stó:lō se nourrissaient de la chasse et de la cueillette. Les archéologues ont découvert des vestiges de lieux de séjour dans le bas du canyon Fraser (Site Milliken) et à l’embouchure du fleuve (Site Glenrose Cannery). Les Mounds stabilisés par des planches de bois sont inhabituels.
Ils se nourrissaient de mammifères comme des cerfs, des caribous et des phoques. Ils pêchaient également des saumons et ramassaient des coquillages.
Il y a entre 5 500 et 3 000 ans, la peuplade se sédentarise un peu plus avec des lieux d’habitations permanents. Ils sculptent alors des rochers et développent leur culture. Par la suite, ils améliorent leurs techniques en fabriquant des outils et des armes plus perfectionnées. Différentes classes apparaissent dans les sociétés et sont visibles à travers le style des habitations. Les classes se composaient des gens de haute classe, des gens ordinaires et des esclaves. Síyá:m était le nom donné au chef de chaque famille tandis que le meilleur chasseur était nommé Tewit. Le Si:yám était le membre le plus estimé et puissant souvent aussi le plus riche de la famille. C'est lui qui menait le groupe pendant la saison de chasse. Le grand chef de la communauté était dénommé Yewal Síyá:m. On peut le comparer au Tyee chez les Nootkas (Nuu-chah-nulth). Le statut déterminait le type de tâches à accomplir au sein de la communauté. 
Comme les autres peuples de la côte, les Stó:lo se consacraient au commerce avec l'étranger ; ils ne construisaient pas les canoës mais les achetaient à d'autres tribus. 
Bien que les capitaines José María Narváez d’Espagne et George Vancouver du Royaume-Uni explorèrent le proche détroit de Géorgie en 1791 et 1792, ils n’atteignirent pas le fleuve Fraser et le territoire Stó:lō. La première rencontre entre les Européens et cette peuplade fut indirecte. La tribu étant en effet gravement touchée par une épidémie de variole apportée sur le continent par les Européens. On estime que deux tiers de la communauté fut tuée par l’épidémie (1782) en six semaines. Une partie des survivants étaient victimes d’aveuglement les empêchant de chasser et de pêcher durant la saison. Les rescapés seront par la suite protégés par un vaccin fourni par les Européens. Par la suite, ils seront également touchés par la grippe, la tuberculose et des maladies vénériennes.
Le premier Européen à avoir exploré la zone fut Simon Fraser en 1808. Des postes de traite de la fourrure furent ensuite ouverts par la Compagnie de la Baie d'Hudson en 1827 à Fort Langley, en 1831 à Fort Simpson et 1848 à Fort Yale et d'autres endroits ce qui favorisa les contacts avec ce peuple. Les forts offraient une certaine sécurité pour les Stó:lō contre les attaques d'autres tribus comme les Lekwiltok. De plus les médecins de Fort Langley ont assuré la prévention contre l'épidémie de variole de 1830. Le commerce du saumon devint le principal commerce dans la région. Entre 1830 et 1849, la quantité annuelle de saumons achetés par le Fort Langley passa de 200 à 2 610 barils.  En plus du fleuve Fraser, les saumons étaient présents dans ses affluents comme les rivières Chilliwack et Harrison. Leur vie était ainsi calquée sur le cycle du saumon avec par exemple une cérémonie du premier saumon lors de la première capture de la saison de migration. Les Stó:lō travaillaient en tant que poseurs de pièges, déménageurs, conducteurs, rameurs, porteurs de courrier et cuisiniers pour la Compagnie. Le nombre de commerçants non-indiens resta tout d'abord faible.  
Leur habitation était de style maison longue amérindienne. Ils utilisaient des canoës adaptés à la rivière ou à la mer en fonction de leurs besoins.

### La fièvre de l'or, les attaques, les déplacements
Jusqu'en 1848 la situation fut très favorable pour les groupes Stó:lō, mais après que de l'or fut découvert en 1858, des milliers de chercheurs d'or arrivèrent vers le Fraser, remontèrent le fleuve jusqu'à Yale d'où trois ans plus tard ils allèrent aux champs aurifères Cariboo.
Les Stó:lō, qui habitaient plus haut, furent très brutalement atteints par la brutalité et la violence des nouveaux arrivants. Le capitaine Charles Rouse, par exemple, détruisit cinq camps de provisions de baies et de saumons près de Spuzzum. Ses hommes tuèrent jusqu'à 37 Indiens. La trentaine de tribus de la région perdit ses terres et furent petit à petit privés de leurs droits voire de se nourrir librement dans leur environnement naturel (cf. Tait). Les Blancs furent appelés les « Xwelitem », « les affamés ». Le premier vers cette privation des droits et modification de leur culture consista à les attacher à des lieux précis et de leur interdire les campements d'hiver, des lieux de provisions, etc. De plus on découpa les liens fondés sur la parenté en les obligeant à s'organiser en une « tribu » (« tribe », en anglais).

### Le système Trutch
Lorsqu'en 1864 Joseph Trutch devint principal responsable pour les questions indiennes, il fit réduire le territoire des Indiens de plus de 90 %. Trutch prétendit que les Indiens n'avaient aucun droit sur des territoires tandis que le gouvernement fédéral le reconnaissait. En 1876, une commission accepte l'érection de réserves indiennes, majoritairement petites et surtout pour les Salishes de la Côte. 
En 1884, se produisit un des nombreux incidents de frontière qui accentua les tensions entre les Blancs et les Stó:lō de même qu'entre le Canada et les États-Unis. Le 24 février, une foule en colère venu du Washington traversa la frontière canadienne et lyncha le jeune Louie Sam, 14 ans, un Stó:lō. Il avait été soupçonné d'avoir assassiné James Bell, un commerçant du comté de Nooksack (devenu comté de Whatcom). Les Stó:lō avaient conduit le jeune homme en toute bonne foi à la police. Le « Deputy » de Colombie Britannique n'a pas pu empêcher la foule de pendre le jeune homme à un arbre juste à la frontière. Une commission d'enquête canadienne établira plus tard son innocence : les assassins étaient deux américains blancs qui avaient excité la foule et provoqué le lynchage.

### Situation actuelle
La Stó:lō Declaration de 1977 a été signée par 24 Premières Nations. Vingt-et-un d'entre elles se sont intégrées plus tard au British Columbia Treaty Process, un accord en six étapes entre le gouvernement de la Colombie-Britannique et les Premières Nations de la province, pour y renoncer par la suite.
En août 1995, les Stó:lō adhérèrent à ce processus. Le 22 février, la Commission des revendications des Indiens, un organisme fédéral, publia un premier rapport sur les conflits concernant la Première Nation des Sumas. En 1910, on avait exproprié un territoire de 41,9 acres de la réserve Sumas no 6 pour la construction d'une ligne de chemin de fer. Lorsque cette ligne a été fermée en 1927, les Sumas ne purent récupérer qu'un tiers du territoire confisqué tandis que les colons blancs purent acheter les terres pour la somme symbolique d'un dollar. Une usine de transformation du plastique s'installa même sur ce territoire, la Flex Lox Industries. Elle a pour conséquence le transport de marchandises et des risques environnementaux aux dépens de 225 membres de la tribu car 70 % d'entre eux vivent aux abords du lieu.
Après des négociations se déroulant entre 1982 et 1988, le Ministère des Affaires indiennes et du Développement du Nord refusa aux Sumas le droit de récupérer leur territoire. En septembre 1993, la Commission des revendications des Indiens demanda l'ouverture d'une enquête. Elle recommanda vivement au gouvernement du Canada de clarifier cette situation et de rendre le territoire ou d'envisager une compensation. Les négociations durent encore.
En 2005, on en arriva à un grave désaccord chez les Stó:lō à propos des négociations du contrat ; ils formèrent alors deux conseils de tribu séparés. Onze groupes rejoignirent la Stó:lō Nation qui voulaient poursuivre les négociations. Il s'agit des Aitchelitz, Leq'a:mel, Matsqui, Popkum, Shxwhá:y Village, Skawahlook, Skowkale, Squiale, Sumas, Tzeachten et des Yakweakwioose.
Le Stó:lō Council qui ne veut plus mener de négociations dans le cadre du BC Treaty Process regroupe les Chawthil, Cheam, Kwantlen First Nation, Kwaw-kwaw-Apilt, Scowlitz, Seabird Island, Shxw'ow'hamel First Nation et les Soowahlies.

## Tribus et réserves
Dans le tableau ci-dessous vous trouverez le nom des tribus, le nombre de réserves et leurs superficies globales ainsi que le nombre de membres de chacune (août 2009) :
| Tribu                      | Nombre de réserves | Superficie (en ha) | Membres enregistrés | Vivant sur la réserve |
| -------------------------- | ------------------ | ------------------ | ------------------- | --------------------- |
| Aitchelitz                 | 4                  | 565                | 40                  | 25                    |
| Chawathil                  | 5                  | 621,5              | 530                 | 286                   |
| Cheam                      | 3                  | 473,2              | 476                 | 203                   |
| Kwantlen First Nation      | 7                  | 566                | 204                 | 65                    |
| Kwaw-kwas-Apilt            | 4                  | 607                | 41                  | 28                    |
| Leq'a:mel First Nation     | 11                 | 490                | 346                 | 115                   |
| Matsqui                    | 5                  | 430                | 236                 | 84                    |
| Popkum                     | 3                  | 160                | 8                   | 1                     |
| Scowlitz                   | 4                  | 337                | 223                 | -                     |
| Seabird Island             | 2                  | 2 151              | 839                 | 510                   |
| Shxw'ow'hamel First Nation | 4                  | 400                | 174                 | 68                    |
| Shxwhá:y Village           | 5                  | 799                | 337                 | 74                    |
| Skawahlook                 | 3                  | 87                 | 77                  | 6                     |
| Skowkale                   | 4                  | 143                | 229                 | 150                   |
| Soowahlie                  | 3                  | 633                | 357                 | 161                   |
| Squiala First Nation       | 5                  | 652                | 146                 | 92                    |
| Sumas First Nation         | 2                  | 245                | 242                 | -                     |
| Tzeachten                  | 3                  | 358                | 405                 | 230                   |
| Yakweakwioose              | 3                  | 96                 | 63                  | 31                    |

## Retour de la plus ancienne «Pierre des Aïeux»
Fin 2006, un des objets importants pour les Stó:lō est retourné après plus de cent d'absence à l'endroit où il est apparu. Il s'agit d'un monument de pierre qui symbolise les forces de T'xwelatse, l'ancêtre créateur. Il avait été transporté à Seattle, aux États-Unis, en 1892 pour être conservé au Musée Burke d'histoire naturelle et de culture, le musée anthropologique de l'Université de Washington. Environ 100 ans plus tard, Herb Joe, un Stó:lō qui portait le même nom que cet ancêtre, interrogea les Anciens sur ses origines et le rôle qu'il avait joué. Ils le chargèrent de ramener la pierre des aïeux à Seattle.
Les négociations avec le musée et les autorités durèrent 14 ans et furent d'autant plus difficiles que la restitution à partir d'un musée des États-Unis n'était possible qu'envers des tribus vivant sur le territoire du pays. Herb Joe fit intervenir les Salishes de la Côte de la tribu des Nooksack qui y habitaient. Entre-temps, Dave Schaerpe, un archéologue, apporta la preuve que le monument du Musée Burke était bien la « Pierre des Aïeux » qu'on cherchait. Lors de son arrivée au Nooksack Community Centre, la pierre fut accueillie par 400 personnes. Une semaine plus tard, le 14 octobre 2006, la pierre franchissait la frontière vers le Canada où elle fut accueillie à Chilliwack, près du lieu d'où elle venait, par plus de 500 personnes. Les gens portaient des masques sacrés rarement utilisés, appelés « sxwo:yxwey ».